# بیکتور کلابر
بیکتور کلابر (اسپانیایی: Víctor Claver‎؛ زادهٔ ۳۰ اوت ۱۹۸۸) بازیکن بسکتبال اهل اسپانیا است.
از باشگاه‌هایی که در آن بازی کرده‌است می‌توان به پورتلند تریل بلیزرز، باشگاه بسکتبال والنسیا، و دنور ناگتس اشاره کرد.
وی در مسابقات کشوری و بین‌المللی در مجموع برندهٔ ۴ مدال طلا، ۱ مدال نقره، ۳ مدال برنز شده‌است.